# 9968 Serpe

9968 Serpe

9968 Serpe eller 1992 JS2 är en asteroid i huvudbältet som upptäcktes den 4 maj 1992 av den belgiske astronomen Henri Debehogne vid La Silla-observatoriet. Den är uppkallad efter Jean Serpe.
Asteroiden har en diameter på ungefär 12 kilometer.